# كارلا بونير
كارلا بونير (بالإنجليزية: Carla Bonner)‏ هي ممثلة أسترالية، ولدت في 3 مارس 1973 في ملبورن في أستراليا.

## وصلات خارجية
- كارلا بونير على موقع IMDb (الإنجليزية)
- كارلا بونير على موقع قاعدة بيانات الفيلم (الإنجليزية)
- كارلا بونير على موقع كينوبويسك (الروسية)